# پای چوبی
پای چوبی (انگلیسی: The Wooden Leg) یک فیلم کوتاه و صامت آمریکایی به کارگردانی دیوید وارک گریفیث است که در سال ۱۹۰۹ منتشر شد. از بازیگران آن می‌توان به فلورنس لورنس، آرتور وی جانسون و مک سنت اشاره کرد.